# Loveridgea ionidesii
Loveridgea ionidesii är en ödleart som beskrevs av  James Clarence Battersby 1950. Loveridgea ionidesii ingår i släktet Loveridgea och familjen Amphisbaenidae. IUCN kategoriserar arten globalt som livskraftig. Inga underarter finns listade i Catalogue of Life.